# Bilderbergconferentie 1998

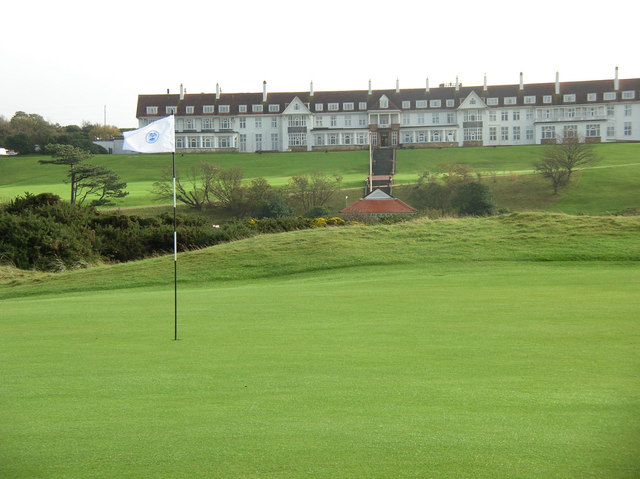
Het Turnberry Hotel

De Bilderbergconferentie van 1998 werd gehouden van 14 t/m 18 mei 1998 in het Turnberry Hotel in South Ayrshire, Schotland. Vermeld zijn de officiële agenda indien bekend, alsmede namen van deelnemers indien bekend. Achter de naam van de opgenomen deelnemers staat de hoofdfunctie die ze op het moment van uitnodiging uitoefenden.

## Agenda
The Atlantic Relationship in a time of change (De atlantische relatie in een tijd van verandering)
- NATO (NAVO)
- Asian Crisis (Aziatische crisis)
- European Monetary Union (Europese Monetaire Unie)
- Growing Military Disparity (Groeiende militaire ongelijkheid)
- Japan (Japan)
- Multilateral Organizations (Multilaterale organisaties)
- Europe's Social Model (Het Europese sociale model)
- EU/ US Market Place (de EU/VS markt)

## Deelnemers
- Nederland - Koningin Beatrix, staatshoofd der Nederlanden
- Nederland - Ernst van der Beugel, Nederlands emeritus hoogleraar Internationale Betrekkingen RU Leiden
- Nederland - Cees van der Hoeven, bestuursvoorzitter Kon. Ahold

1954 ·
1955 (1) ·
1955 (2) ·
1956 ·
1957 (1) ·
1957 (2) ·
1958 ·
1959 ·
1960 ·
1961 ·
1962 ·
1963 ·
1964 ·
1965 ·
1966 ·
1967 ·
1968 ·
1969 ·
1970 ·
1971 ·
1972 ·
1973 ·
1974 ·
1975 ·
(1976) ·
1977 ·
1978 ·
1979 ·
1980 ·
1981 ·
1982 ·
1983 ·
1984 ·
1985 ·
1986 ·
1987 ·
1988 ·
1989 ·
1990 ·
1991 ·
1992 ·
1993 ·
1994 ·
1995 ·
1996 ·
1997 ·
1998 ·
1999 ·
2000 ·
2001 ·
2002 ·
2003 ·
2004 ·
2005 ·
2006 ·
2007 ·
2008 ·
2009 ·
2010 ·
2011 ·
2012 ·
2013 ·
2014 ·
2015 ·
2016 ·
2017 ·
2018 ·
2019 ·
2020 ·
2021 ·
2022 ·
2023